# Ангел Просеченлията
Ангел (Анго) Просеченлията, известен като Селим Чауш и Дядо Анго (изписване до 1945 година: Дѣдо Анго Просѣченлията), е български хайдутин и революционер от края на XIX - началото на XX век.

## Биография
Роден е в 1858 година в драмското село Просечен, тогава в Османската империя. Става хайдутин и действа в родния си край. По-късно се присъединява към Вътрешната македоно-одринска революционна организация и първоначално действа като терорист. В 1905 година е четник при Христо Манов. Участва в сражението при Пилаф тепе на 12 април 1906 година, в което загива войводата Манов. На следната 1906 година е четник при Михаил Даев.